# Kurd Lasswitz
Kurd Lasswitz (în germană Kurd Laßwitz) (n. 20 aprilie 1848, Breslau - d. 17 octombrie 1910, Gotha) a fost un scriitor german, om de știință și filozof. Este considerat părintele literaturii germane științifico-fantastice. A scris și sub pseudonimul Velatus.
Un crater de pe planeta Marte a fost numit în onoarea lui, la fel și asteroidul 46514 Lasswitz.

## Lucrări
- 1871: Bis zum Nullpunkt des Seins.
- 1874: Bilder aus der Zukunft. Zwei Erzählungen aus dem 24. und 39. Jahrhundert.
- 1878: Atomistik und Kriticismus. Ein Beitrag zur erkenntistheoretischen Grundlegung der Physik.
- 1878: Natur und Mensch.
- 1883: Die Lehre Kants von der Idealitaet des Raumes und der Zeit im Zusammenhange mit seiner Kritik des Erkennens allgemeinverständlich dargestellt.
- 1890: Geschichte der Atomistik vom Mittelalter bis Newton. Volumul 1: Die Erneuerung der Korpuskulartheorie. Volumul 2: Höhepunkt und Verfall der Korpuskulartheorie des siebzehnten Jahrhunderts.
- 1894: Seifenblasen. Moderne Märchen
- 1896: Gustav Theodor Fechner
- 1897: Auf zwei Planeten. Roman
- 1900: Wirklichkeiten. Beiträge zum Weltverständnis
- 1902: Nie und immer. Neue Märchen: Traumkristalle. Homchen − ein Tiermärchen aus der oberen Kreide
- (1905): Aspira. Roman einer Wolke
- (1909): Sternentau. Die Pflanze vom Neptunsmond.